# Secernosaurus
 Secernosaurus  ist der einzige in Südamerika gefundene Hadrosaurier. Einzige Art ist Secernosaurus koerneri. Das Fossil besteht aus einem fragmentarisch erhaltenen, nicht zusammenhängenden, aber beieinander gefundenen Skelett und dem Hirnschädel. Die Zuordnung zu den Hadrosauriern erfolgte wegen des horizontalen Acromion (Teil des Schulterblatts) und Merkmalen des Darmbeins (Illium). Da weitere Merkmale, vor allem der vollständige Schädel, unbekannt sind, kann Secernosaurus innerhalb der Hadrosaurier nicht in ein Untertaxon eingeordnet werden. 